# Dilatador perineal
Um dilatador perineal é um dispositivo semelhante a um balão inflável, às vezes usado para criar uma vagina funcional em mulheres com agenesia vaginal. O dispositivo, geralmente feito de silicone, é inserido na vagina e inflado.